# Gelephu

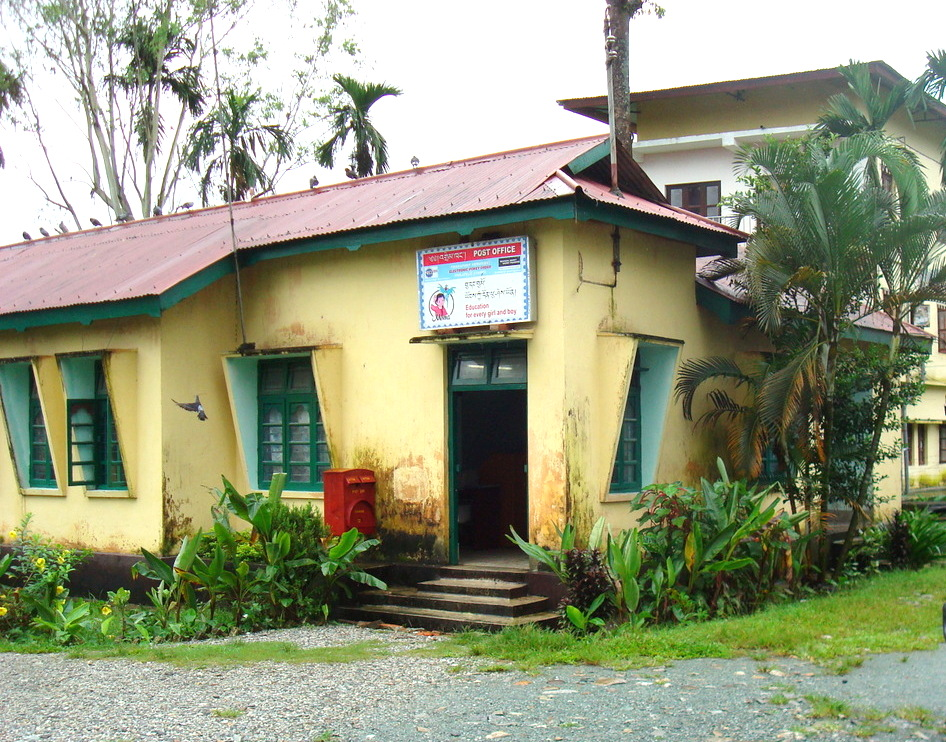
Postamt in Gelephu (2008)

Gelephu (Dzongkha: དགེ་ལེགས་ཕུ་), auch Gelaphu und Geylegphug, ist mit 9858 Einwohnern die viertgrößte Stadt des Himalaya-Staats Bhutan und liegt im Distrikt Sarpang im Süden des Landes an der indischen Grenze. Die Distrikthauptstadt Sarpang befindet sich 30 km westlich.